# Atalanta Bergamasca Calcio 2025-2026
Questa voce raccoglie le informazioni riguardanti l'Atalanta Bergamasca Calcio nelle competizioni ufficiali della stagione 2025-2026.

## Stagione

### Calciomercato
La stagione inizia con l'addio dopo nove anni del tecnico Gasperini, sostituito in panchina dal croato Ivan Jurić. Nelle battute iniziali del calciomercato vengono completati i riscatti di numerosi giocatori già in rosa nella stagione precedente (Koussounou, Brescianini, Samardžić) e viene acquistato dal Southampton il ghanese Kamaldeen Sulemana, allenato da Jurić per alcuni mesi nella stagione precedente, a cui si aggiunge dopo pochi giorni (il 4 luglio) anche il giovane difensore Honest Ahanor dal Genoa, seguito a sua volta da un nuovo ritorno di Marco Sportiello; lasciano invece la squadra due dei vincitori dell'Europa League della stagione 2023-2024, ovvero Musso (che era già in prestito nell'annata precedente) e Ruggeri, entrambi verso l'Atlético Madrid, ed il capocannoniere della Serie A 2024-2025 Mateo Retegui, che si trasferisce in Arabia Saudita.

## Organigramma societario
Area direttiva
- Presidente: Antonio Percassi
- Co-Chairman: Stephen Pagliuca
- Amministratore delegato: Luca Percassi
- Consiglieri: Joseph Case Pagliuca, Luca Bassi, David Benjamin Gross-Loh, Mario Volpi

Area organizzativa
- Direttore generale: Umberto Marino
- Direttore operativo: Roberto Spagnolo

Area tecnica
- Direttore Sportivo: Tony D'Amico
- Collaboratore Area Tecnica: Gabriele Zamagna
- Ivan Jurić - Allenatore
- Matteo Paro - Vice allenatore
- Stjepan Ostojić - Collaboratore tecnico
- Cristian Raimondi - Collaboratore tecnico
- Miguel Veloso - Collaboratore tecnico
- Stefano Brambilla - Match analyst
- Michele Orecchio - Match analyst
- Paolo Barbero - Preparatore atletico
- Andrea Vigni - Preparatore atletico
- Marco Savorani - Preparatore dei portieri
- Sabino Oliva - Preparatore dei portieri

## Rosa
Rosa e numerazione aggiornate al 20 agosto 2025
| N. |                           | Ruolo | Calciatore                |
| -- | ------------------------- | ----- | ------------------------- |
| 3  | Costa d'Avorio (bandiera) | D     | Odilon Kossounou          |
| 4  | Svezia (bandiera)         | D     | Isak Hien                 |
| 6  | Ghana (bandiera)          | C     | Ibrahim Sulemana          |
| 7  | Ghana (bandiera)          | A     | Kamaldeen Sulemana        |
| 8  | Croazia (bandiera)        | C     | Mario Pašalić             |
| 9  | Italia (bandiera)         | A     | Gianluca Scamacca         |
| 10 | Serbia (bandiera)         | C     | Lazar Samardžić           |
| 11 | Nigeria (bandiera)        | A     | Ademola Lookman           |
| 13 | Brasile (bandiera)        | C     | Éderson                   |
| 15 | Paesi Bassi (bandiera)    | C     | Marten de Roon (capitano) |
| 16 | Italia (bandiera)         | D     | Raoul Bellanova           |
| 17 | Belgio (bandiera)         | A     | Charles De Ketelaere      |
| 19 | Albania (bandiera)        | D     | Berat Djimsiti            |

| N. |                                 | Ruolo | Calciatore        |
| -- | ------------------------------- | ----- | ----------------- |
| 22 | Inghilterra (bandiera)          | D     | Ben Godfrey       |
| 23 | Bosnia ed Erzegovina (bandiera) | D     | Sead Kolašinac    |
| 27 | Italia (bandiera)               | C     | Marco Palestra    |
| 29 | Italia (bandiera)               | P     | Marco Carnesecchi |
| 31 | Italia (bandiera)               | P     | Francesco Rossi   |
| 42 | Italia (bandiera)               | D     | Giorgio Scalvini  |
| 44 | Italia (bandiera)               | C     | Marco Brescianini |
| 57 | Italia (bandiera)               | P     | Marco Sportiello  |
| 59 | Polonia (bandiera)              | C     | Nicola Zalewski   |
| 69 | Italia (bandiera)               | D     | Honest Ahanor     |
| 70 | Italia (bandiera)               | C     | Daniel Maldini    |
| 77 | Italia (bandiera)               | C     | Davide Zappacosta |
| 90 | Montenegro (bandiera)           | A     | Nikola Krstović   |
| 99 | Mali (bandiera)                 | A     | El Bilal Touré    |
|    | Paesi Bassi (bandiera)          | D     | Mitchel Bakker    |

## Divise e sponsor
A partire da questa stagione lo sponsor tecnico è New Balance. L'Official Sponsor è Acqua Lete mentre il Back Sponsor è Gewiss.
| Casa | Trasferta |

## Calciomercato

### Sessione estiva(dal 1/7 al 1/9)
| Acquisti         | Acquisti           | Acquisti         | Acquisti                   |
| R.               | Nome               | da               | Modalità                   |
| ---------------- | ------------------ | ---------------- | -------------------------- |
| P                | Marco Sportiello   | Milan            | definitivo (1 milione €)   |
| D                | Honest Ahanor      | Genoa            | definitivo (16 milioni €)  |
| D                | Mitchel Bakker     | Lilla            | fine prestito              |
| D                | Ben Godfrey        | Ipswich Town     | fine prestito              |
| D                | Odilon Kossounou   | Bayer Leverkusen | riscatto (20 milioni €)    |
| C                | Marco Brescianini  | Frosinone        | riscatto (10 milioni €)    |
| C                | Lazar Samardžić    | Udinese          | riscatto (20 milioni €)    |
| C                | Nicola Zalewski    | Inter            | definitivo (17 milioni €)  |
| A                | Nikola Krstović    | Lecce            | definitivo (25 milioni €)  |
| A                | Kamaldeen Sulemana | Southampton      | definitivo (17 milioni €)  |
| A                | El Bilal Touré     | Stoccarda        | fine prestito              |
| Altre operazioni |                    |                  |                            |
| R.               | Nome               | da               | Modalità                   |
| D                | Giovanni Bonfanti  | Pisa             | fine prestito              |
| D                | Giorgio Cittadini  | Frosinone        | fine prestito              |
| D                | Matteo Plaia       | Roma             | definitivo (0,5 milioni €) |
| C                | Samuel Giovane     | Carrarese        | fine prestito              |
| C                | Andrea Olivieri    | Bari             | fine prestito              |
| C                | Federico Zuccon    | Salernitana      | fine prestito              |

| Cessioni         | Cessioni         | Cessioni        | Cessioni                     |
| R.               | Nome             | a               | Modalità                     |
| ---------------- | ---------------- | --------------- | ---------------------------- |
| P                | Juan Musso       | Atlético Madrid | riscatto (7 milioni €)       |
| D                | Stefan Posch     | Bologna         | fine prestito                |
| D                | Matteo Ruggeri   | Atlético Madrid | definitivo (18 milioni €)    |
| D                | Rafael Tolói     |                 | svincolato                   |
| C                | Michel Adopo     | Cagliari        | riscatto (4 milioni €)       |
| C                | Juan Cuadrado    |                 | svincolato                   |
| A                | Roberto Piccoli  | Cagliari        | riscatto (10 milioni €)      |
| A                | Mateo Retegui    | Al-Qadisiya     | definitivo (68,25 milioni €) |
| A                | Vanja Vlahović   | Spezia          | prestito                     |
| Altre operazioni |                  |                 |                              |
| R.               | Nome             | a               | Modalità                     |
| D                | Brandon Soppy    | Losanna         | definitivo                   |
| A                | Alex Castiello   | Milan Futuro    | definitivo                   |
| A                | Simone Mazzocchi | Cosenza         | riscatto (0,3 milioni €)     |

## Risultati

### Serie A

#### Girone di andata
| Bergamo 24 agosto 2025, ore 20:45 CEST 1ª giornata | Atalanta | – referto | Pisa | Gewiss Stadium |

| Parma 30 agosto 2025, ore 18:30 CEST 2ª giornata | Parma | – referto | Atalanta | Stadio Ennio Tardini |

| Bergamo 14 settembre 2025, ore 15:00 CEST 3ª giornata | Atalanta | – referto | Lecce | Gewiss Stadium |

| Torino 4ª giornata | Torino | – referto | Atalanta | Stadio Olimpico Grande Torino |

| Torino 5ª giornata | Juventus | – referto | Atalanta | Allianz Stadium |

| Bergamo 6ª giornata | Atalanta | – referto | Como | Gewiss Stadium |

| Bergamo 7ª giornata | Atalanta | – referto | Lazio | Gewiss Stadium |

| Cremona 8ª giornata | Cremonese | – referto | Atalanta | Stadio Giovanni Zini |

| Bergamo 9ª giornata | Atalanta | – referto | Milan | Gewiss Stadium |

| Udine 10ª giornata | Udinese | – referto | Atalanta | Stadio Friuli |

| Bergamo 11ª giornata | Atalanta | – referto | Sassuolo | Gewiss Stadium |

| Napoli 12ª giornata | Napoli | – referto | Atalanta | Stadio Diego Armando Maradona |

| Bergamo 13ª giornata | Atalanta | – referto | Fiorentina | Gewiss Stadium |

| Verona 14ª giornata | Verona | – referto | Atalanta | Stadio Marcantonio Bentegodi |

| Bergamo 15ª giornata | Atalanta | – referto | Cagliari | Gewiss Stadium |

| Genova 16ª giornata | Genoa | – referto | Atalanta | Stadio Luigi Ferraris |

| Bergamo 17ª giornata | Atalanta | – referto | Inter | Gewiss Stadium |

| Bergamo 18ª giornata | Atalanta | – referto | Roma | Gewiss Stadium |

| Bologna 19ª giornata | Bologna | – referto | Atalanta | Stadio Renato Dall'Ara |

#### Girone di ritorno
| Bergamo 20ª giornata | Atalanta | – referto | Torino | Gewiss Stadium |

| Pisa 21ª giornata | Pisa | – referto | Atalanta | Stadio Arena Garibaldi-Romeo Anconetani |

| Bergamo 22ª giornata | Atalanta | – referto | Parma | Gewiss Stadium |

| Como 23ª giornata | Como | – referto | Atalanta | Stadio Giuseppe Sinigaglia |

| Bergamo 24ª giornata | Atalanta | – referto | Cremonese | Gewiss Stadium |

| Roma 25ª giornata | Lazio | – referto | Atalanta | Stadio Olimpico |

| Bergamo 26ª giornata | Atalanta | – referto | Napoli | Gewiss Stadium |

| Reggio Emilia 27ª giornata | Sassuolo | – referto | Atalanta | Mapei Stadium - Città del Tricolore |

| Bergamo 28ª giornata | Atalanta | – referto | Udinese | Gewiss Stadium |

| Milano 29ª giornata | Inter | – referto | Atalanta | Stadio Giuseppe Meazza |

| Bergamo 30ª giornata | Atalanta | – referto | Verona | Gewiss Stadium |

| Lecce 31ª giornata | Lecce | – referto | Atalanta | Stadio Via del mare |

| Bergamo 32ª giornata | Atalanta | – referto | Juventus | Gewiss Stadium |

| Roma 33ª giornata | Roma | – referto | Atalanta | Stadio Olimpico |

| Cagliari 34ª giornata | Cagliari | – referto | Atalanta | Unipol Domus |

| Bergamo 35ª giornata | Atalanta | – referto | Genoa | Gewiss Stadium |

| Milano 36ª giornata | Milan | – referto | Atalanta | Stadio Giuseppe Meazza |

| Bergamo 37ª giornata | Atalanta | – referto | Bologna | Gewiss Stadium |

| Firenze 38ª giornata | Fiorentina | – referto | Atalanta | Stadio Artemio Franchi |

## Statistiche

### Statistiche di squadra
| Competizione     | Punti | In casa | In casa | In casa | In casa | In casa | In casa | In trasferta | In trasferta | In trasferta | In trasferta | In trasferta | In trasferta | Totale | Totale | Totale | Totale | Totale | Totale | DR |
| Competizione     | Punti | G       | V       | N       | P       | Gf      | Gs      | G            | V            | N            | P            | Gf           | Gs           | G      | V      | N      | P      | Gf     | Gs     | DR |
| ---------------- | ----- | ------- | ------- | ------- | ------- | ------- | ------- | ------------ | ------------ | ------------ | ------------ | ------------ | ------------ | ------ | ------ | ------ | ------ | ------ | ------ | -- |
| Serie A          | -     |         |         |         |         |         |         |              |              |              |              |              |              |        |        |        |        |        |        |    |
| Coppa Italia     | -     |         |         |         |         |         |         |              |              |              |              |              |              |        |        |        |        |        |        |    |
| Champions League | -     |         |         |         |         |         |         |              |              |              |              |              |              |        |        |        |        |        |        |    |
| Totale           | -     |         |         |         |         |         |         |              |              |              |              |              |              |        |        |        |        |        |        |    |

### Andamento in campionato
| Giornata  | 1 | 2 | 3 | 4 | 5 | 6 | 7 | 8 | 9 | 10 | 11 | 12 | 13 | 14 | 15 | 16 | 17 | 18 | 19 | 20 | 21 | 22 | 23 | 24 | 25 | 26 | 27 | 28 | 29 | 30 | 31 | 32 | 33 | 34 | 35 | 36 | 37 | 38 |
| --------- | - | - | - | - | - | - | - | - | - | -- | -- | -- | -- | -- | -- | -- | -- | -- | -- | -- | -- | -- | -- | -- | -- | -- | -- | -- | -- | -- | -- | -- | -- | -- | -- | -- | -- | -- |
| Luogo     | C | T | C | T | T | C | C | T | C | T  | C  | T  | C  | T  | C  | T  | C  | C  | T  | C  | T  | C  | T  | C  | T  | C  | T  | C  | T  | C  | T  | C  | T  | T  | C  | T  | C  | T  |
| Risultato |   |   |   |   |   |   |   |   |   |    |    |    |    |    |    |    |    |    |    |    |    |    |    |    |    |    |    |    |    |    |    |    |    |    |    |    |    |    |
| Posizione |   |   |   |   |   |   |   |   |   |    |    |    |    |    |    |    |    |    |    |    |    |    |    |    |    |    |    |    |    |    |    |    |    |    |    |    |    |    |

Legenda:

Luogo: C = Casa; T = Trasferta. Risultato: V = Vittoria; N = Pareggio; P = Sconfitta.

### Statistiche dei giocatori
Sono in corsivo i calciatori che hanno lasciato la società a stagione in corso.
| Giocatore | Serie A  | Serie A | Serie A     | Serie A    | Coppa Italia | Coppa Italia | Coppa Italia | Coppa Italia | Champions League | Champions League | Champions League | Champions League | Totale   | Totale | Totale      | Totale     |
| Giocatore | Presenze | Reti    | Ammonizioni | Espulsioni | Presenze     | Reti         | Ammonizioni  | Espulsioni   | Presenze         | Reti             | Ammonizioni      | Espulsioni       | Presenze | Reti   | Ammonizioni | Espulsioni |
| --------- | -------- | ------- | ----------- | ---------- | ------------ | ------------ | ------------ | ------------ | ---------------- | ---------------- | ---------------- | ---------------- | -------- | ------ | ----------- | ---------- |